# Валицкий, Евгений Борисович
Евгений Борисович Валицкий (род. 15 января 1929, Узбекская ССР) — советский, узбекистанский футбольный тренер. Заслуженный тренер Узбекской ССР (1962).

## Биография
Играл в командах КФК Ташкента «Труд» (1947—1954), «Спартак». По другим данным в 1955—1957 годах — в клубных командах Ташкента «Крылья Советов», «Буревестник», СКИФ.
Работал старшим тренером в командах низших лиг первенства СССР СКА / СКА-РШВСМ Ташкент (1961, 1989), «Сокол» Ташкент (1962), «Спартак» / «Андижанец» Андижан (1964, 1974), «Янгиарык» (1972—1973), «Янгиер» (1973), «Спартак» Семипалатинск (1975 — август 1978), «Актюбинец» Актюбинск (август 1978—1980), «Нефтяник» Фергана (1981—1983), «Наримановец» Хорезмская обл. (1984), «Сохибкор» Халкабад (1985—1986).
Тренер в командах СССР, Узбекистана и России «Пахтакор» Ташкент (1964—1971, 1987—1988), «Шахтёр» Ангрен (1990), «Умид» Ташкент (1991 — сентябрь 1992), «Навбахор» Наманган (сентябрь — ноябрь 1992), МХСК (1993, 1997—1998), «Лада» Тольятти (1994), «Дустлик» Ташкентская обл. (1999), «Металлург» Бекабад (2002), «Кызылкум» Зарафшан (2003).
Сын Вячеслав (1957—2015) — футбольный судья.

## Достижения
- Кубок СССР среди КФК (1962, «Сокол» Ташкент).
- Кубок надежды (1963, Узбекская ССР).
- Победитель зонального турнира второй лиги (5):
  - 1977 («Спартак» Семипалатинск)
  - 1981, 1983 («Нефтяник» Фергана)
  - 1985, 1986 («Сохибкор» Халкабад)[2]

Воспитал 35 мастеров спорта СССР.